# Idioma dzongkha
El dzongkha (རྫོང་ཁ་, dzong, 'distrito', y kha, 'idioma') o butanés es la lengua nacional de Bután.
El tipo distrital de la arquitectura dzong caracteriza los monasterios, establecidos en todo Bután por su unificador, Shabdrung Ngawang Namgyal. En 2013, el idioma dzongkha tenía 171 080 hablantes nativos y alrededor de 640 000 hablantes en total. Está regulado por la Dzongkha Development Commission.

## Aspectos históricos, sociales y culturales

### Uso y distribución
El dzongkha y sus dialectos son la lengua nativa de ocho distritos occidentales de Bután (Chukha, Dagana, Gasa, Ha, Paro, Punakha, Thimphu y Wangdue Phodrang). También se encuentran algunos hablantes nativos cerca de la ciudad india de Kalimpong, una vez parte de Bután pero ahora en el norte de Bengala.
El dzongkha fue declarado el idioma nacional de Bután en 1971. Su estudio es obligatorio en todas las escuelas de Bután, y la lengua es la lingua franca en los distritos al sur y al este donde no es la lengua materna. La película butanesa Travelers and Magicians (2003) está completamente en dzongkha.

### Sistema de escritura
El alfabeto tibetano usado para escribir en dzongkha tiene treinta letras básicas, a veces conocidas como «radicales», para las consonantes. El dzongkha generalmente se escribe en las formas de la escritura Uchen de Bután, las formas del alfabeto tibetano conocido como Jôyi «cursiva a mano» y Jôtshum «formal a mano». La forma impresa se conoce simplemente como Tshûm.

### Romanización
Hay varios modos de romanización y sistemas de transliteración para el idioma dzongkha, sin embargo, todos los sistemas posibles fallaron en representar el verdadero sonido fonético. Un sistema de transcripción fonética conocido como Roman Dzongkha, ideado por el lingüista George van Driem, fue adoptado como el sistema de romanización estándar del dzongkha por el gobierno de Bután en 1991.

## Descripción lingüística

### Fonología
El dzongkha es un idioma tonal, y tiene dos tonos de registro: alto y bajo. El tono de una sílaba determina el alófono del inicio y el tipo de fonación de la vocal nuclear.

### Clasificación y lenguas relacionadas
El dzongkha es considerado una lengua tibética meridional. Está estrechamente relacionado y es parcialmente inteligible con el bhutia, y con algunas otras lenguas de Bután como el brokkat, el brokpa, el chocangachakha y el lakha.
El dzongkha tiene una estrecha relación lingüística con el j'umowa, que se habla en el valle de Chumbi en el sur del Tíbet, y una mucho más distante con el tibetano estándar. Aunque el dzongkha y el tibetano hablados son en gran medida ininteligibles entre sí, las formas literarias de ambos están muy influenciadas por la lengua litúrgica (clerical) clásica tibetana, conocida en Bután como chöke, que ha sido utilizada durante siglos por monjes budistas. El chöke se usó como el lenguaje de la educación en Bután hasta principios de la década de 1960, cuando fue reemplazado por el dzongkha en las escuelas públicas.
Aunque desciende del tibetano clásico, el dzongkha muestra una gran cantidad de irregularidades en los cambios de sonido que hacen que la ortografía oficial y la pronunciación estándar sean más distantes entre sí que en el caso del tibetano estándar. «La ortografía tradicional y la fonología moderna son dos sistemas distintos que funcionan según un conjunto distinto de reglas».